# Trichesthes godmani
Trichesthes godmani är en skalbaggsart som beskrevs av Bates 1889. Trichesthes godmani ingår i släktet Trichesthes och familjen Melolonthidae. Inga underarter finns listade i Catalogue of Life.